# テラレムグループ
テラレムグループ株式会社（英: Terrarem Group Co., Ltd.）は、東京都中央区新川に本社を置き、1971年10月創業から株式会社市川環境エンジニアリングを中核会社として、「資源循環」「CO₂削減」「施設維持管理」「ソリューション」4つの事業に取り組む総合環境事業グループ。

## 沿革
- 1971年10月 - 株式会社市川環境エンジニアリング（旧・市川清掃センター）設立[4]
- 1992年1月 - 鹿島建設の子会社である株式会社エムコ（現・鹿島環境エンジニアリング）と、共同出資で株式会社都市環境エンジニアリングを設立[4]
- 1997年5月 - 市川環境エンジニアリングを含む6社でイー・ステージ株式会社の全株式を取得（子会社化）[4]
- 1998年
  - 4月 - 特産エンジニアリング株式会社の株式を取得[4]
  - 5月 - 三菱電機他との合弁で株式会社ハイパーサイクルシステムズを設立[4]
- 2002年12月 - 千葉興産株式会社の株式を取得[4]
- 2003年7月 - 東京都スーパーエコタウン事業として、市川環境エンジニアリング他3社が出資し、バイオエナジー株式会社を設立（子会社化）[4]
- 2004年3月 - 千葉興産株式会社の株式を追加取得（子会社化）[4]
- 2007年12月 - 三菱商事の子会社であるエム・エム・プラスチック株式会社の増資を引受け、資本参加[4]
- 2009年
  - 1月 - 株式会社エコライクひらつかを設立[4]
  - 6月 - 株式会社アクアの株式を取得[4]
- 2010年12月 - エム・エム・プラスチック株式会社の株式を追加取得（子会社化）[4]
- 2011年2月 - 極東開発工業株式会社と株式会社エコファシリティ船橋を設立[4]
- 2013年9月 - グループの中京圏事業展開の拠点として、株式会社エコライクみえを設立[4]
- 2014年2月 - 株式会社エコライクにのみやを設立[4]
- 2016年
  - 3月 - 市川環境エンジニアリング他3社が出資し、合同会社アールツーソリューションを設立（子会社化）[4]
  - 6月 - ベトナム国において、ハノイ環境公社との合弁会社「DAI DONG ENVIRONMENT SOLUTIONS CO., LTD.」（DECOS）を設立[4]
- 2017年
  - 4月 - 株式移転により、市川環境エンジニアリングの完全親会社となる株式会社市川環境ホールディングス（現・テラレムグループ）を設立[4]
  - 6月 - アールツーソリューションが合同会社から株式会社へ組織変更[4]
- 2019年3月 - 有限会社丸十トラック運送店の株式を取得（子会社化）[4]
- 2021年12月 - クボタと中部電力が当社グループに資本参加[5][6][7][8]
- 2022年
  - 7月 - 中部支社開設[9]
  - 9月 - 手塚産業株式会社の株式を取得（子会社化）[4]
- 2023年
  - 1月 - 東京事務所移転[4]
  - 3月 - 第一環境アクア株式会社の株式を取得（子会社化）[10]
  - 4月 - テラレムグループ株式会社（英文：Terrarem Group Co., Ltd.）に商号変更。本社を移転[11][4]
- 2024年
  - 10月 - ニューエナジーふじみ野株式会社の株式を取得（子会社化）[4]

## 関連会社
- 株式会社市川環境エンジニアリング
- イー・ステージ株式会社
- サイボウ環境株式会社
- バイオエナジー株式会社
- エム・エム・プラスチック株式会社
- 千葉興産株式会社
- 特産エンジニアリング株式会社
- 有限会社丸十トラック運送店
- 手塚産業株式会社
- 第一環境アクア株式会社
- ニューエナジーふじみ野株式会社
- DECOS （Dai Dong Environment Solutions Co.,Ltd)
- 株式会社アクア
- 株式会社エコライクひらつか
- 株式会社エコライクみえ
- 株式会社エコライクにのみや
- アールツーソリューション株式会社

## グループ受賞歴
- 1990年 第1回アントレプレナー大賞　優秀賞（ニュービジネス協議会）[12]
- 1993年 リサイクル推進功労者等表彰（リサイクル推進協議会）[12]
- 1995年 オゾン層保護賞（米国環境保護庁）[12]
- 1996年 日本経済新聞地域環境技術賞[12]
- 1997年 環境功労者（千葉県）[12]
- 1998年 第4回ちいき経済賞エコロジー賞（地域経済研究所）[12]
- 2000年 生活環境改善事業功労者（厚生労働省）、ウェステック大賞2000　審査委員長特別賞（日本環境衛生施設工業会）[12]
- 2002年 市川市創造技術振興賞（市川市）[12]
- 2006年 ウェステック大賞2006　事業活動部門賞（日本環境衛生施設工業会）[12]
- 2010年 食品リサイクル推進環境大臣賞　奨励賞（環境省）[13]
- 2011年 第3回経営者「環境力」大賞（NPO法人環境文明21）[12]
- 2012年 新エネ大賞　審査委員長特別賞（新エネルギー財団）[14]
- 2018年 地域未来牽引企業選定（経済産業大臣）[12]
- 2023年 地球環境大賞　日本経済団体連合会会長賞（フジサンケイグループ）[15]
- 2024年 2023年度経営者「環境力」大賞（NPO法人環境文明21）[16]

## 共同事業化
2024年5月にテラレムグループとミダックHDの両者の強みを最大限に活用し、資源循環技術の開発や適正な処理を通じて、持続可能な循環型社会を構築していくことを目的として、ミダックHDと資源循環の共同事業化に関する基本合意書を締結した。